# Дойна Шнеп-Белан
Дойна Шнеп-Белан (10 грудня 1963) — румунська академічна веслувальниця.
Срібна призерка Олімпійських Ігор 1984, 1988, 1992 років у складі вісімки, бронзова призерка 1988 року в складі розпашної четвірки зі стерновою.
Чемпіонка світу 1986 (розпашні четвірки зі стерновою), 1990 (розпашні четвірки без стернової), 1990 (вісімки) років, срібна призерка 1989 року в складі розпашної двійки без стернової, бронзова призерка 1985, 1991 років у складі вісімки.